# چیپندیل، نیو ساوت ولز
چیپندیل (به انگلیسی: Chippendale) یک حومه شهر در استرالیا است که در نیو ساوت ولز واقع شده‌است.